# Яковенко Олексій Олександрович
Олексій Олександрович Яковенко (нар. 1 червня 1956) — радянський футболіст, нападник та півзахисник.

## Кар'єра гравця
Дорослу футбольну кар'єру розпочав 1974 року в дублі дніпропетровського «Дніпра», в складі якого того сезону відзначився 1 голом. Наступного року Олексія перевели до першого складу дніпропетровського колективу. У футболці першої команди дніпрпетровців дебютував 31 жовтня 1975 року в програному (1:2) виїзному поєдинку 29-о туру Вищої ліги СРСР проти московського «Торпедо». Яковенко вийшов на поле в стартовому складі та відіграв увесь матч. Єдиним голом у футболці «Дніпра» відзначився 13 червня 1977 року на 85-й хвилині переможного (2:1) виїзного поєдинку 10-о туру Вищої ліги проти одеського «Чорноморця». Олексій вийшов на поле на 73-й хвилині, замінивши Олександра Лисенка. У складі дніпропетровців основним гравцем так і не став, за «Дніпро» в чемпіонаті СРСР зіграв 15 матчів та відзначився 1 голом, ще 4 поєдинки відіграв у кубку СРСР.
У пошуках стабільної ігрової практики по ходу сезону 1978 року перейшов до запорізького «Металурга». Дебютував у футболці запорожців 24 червня 1976 року в програному (0:1) виїзному поєдинку 18-о туру Першої ліги проти кемеровського «Кузбасу». Яковенко вийшов на поле на 78-й хвилині, замінивши Олександра Баркова. Дебютним голом у футболці «металургів» відзначився 28 червня 1976 року на 72-й хвилині нічийного (1:1) виїзного поєдинку 19-о туру Першої ліги проти свердловського «Уралмашу». Олексій вийшов на поле на 46-й хвилині, замінивши Юрія Петрова. За «Металург» у Першій лізі зіграв 35 матчів та відзначився 2-а голами, ще 3 поєдинки провів у кубку СРСР.
По ходу сезону 1979 року перейшов у нікопольський «Колос». Дебютним голом за нікопольців відзначився 13 червня 1981 року на 38-й хвилині нічийного (2:2) виїзного поєдинку 16-о туру Першої ліги проти кишинівського «Ністру». Яковенко вийшов на поле в стартовому складі, а на 65-й хвилині його замінив Леонід Салабуда. У складі «Колоса» в Першій та Другій лігах чемпіонату СРСР зіграв 233 матчі (15 голів), ще 20 матчів (1 гол) провів у кубку СРСР.
У 1989 році підсилив миколаївський «Суднобудівник», у складі якого в чемпіонатах СРСР зіграв 48 матчів та відзначився 2-а голами. Футбольну кар'єру завершував у клубах «Вулкан» (1989) та «Башсільмаш» (1990).

## Особисте життя
Олексій належить до великої футбольної родини. Його брат, Павло Яковенко, відомий в минулому гравець київського «Динамо» та збірної СРСР. Племінники Олексія, Олександр та Юрій, також професіональні футболісти, які мають досвід виступів у європейських чемпіонатах та молодіжній збірній України.